# Lemno-Spirodeletum polyrrhizae
Lemno-Spirodeletum polyrrhizae, Lemno-Spirodeleteum (Koch, 1954) – syntakson w randze zespołu roślinności należący do klasy Lemnetea minoris. Zbiorowisko roślinne wodne budowane głównie przez drobne makrofity pleustonowe – rzęsę drobną, rzęsę trójrowkową, rzęsę garbatą i spirodelę wielokorzeniową.

## Charakterystyka
Zbiorowisko roślinności pleustonowej głównie rzęs w postaci pływającego po powierzchni wody kożucha o grubości do 5 cm. Zbiorowisko bogate florystycznie, o zmiennym składzie gatunkowym budujących go lemnidów. Występuje w wodach stojących i bardzo wolno płynących. Najczęściej zajmuje zbiorniki niewielkie (rowy, zakola, stawy, młaki, starorzecza, glinianki, torfianki i inne zbiorniki astatyczne), a także zaciszne zatoki większych jezior. Są to miejsca o słabym falowaniu, które niszczy jego strukturę. Głębokość i budowa dna mają mniejsze znaczenie – mogą to być bardzo płytkie kałuże, nawet krótkotrwale wysychające lub zbiorniki ponaddwumetrowej głębokości. Odczyn wody od lekko kwaśnego do lekko zasadowego. Wody stosunkowo żyzne (mezotroficzne lub eutroficzne). W mniejszych zbiornikach może zarastać całą powierzchnię, w większych, o większym falowaniu, często mieszające się z innymi zbiorowiskami roślinności wodnej i szuwarowej. Zwykle łączy się z zespołem Hydrocharitetum morsus-ranae, a często z zespołem Nupharo-Nymphaeetum albae. Produkuje znaczną ilość biomasy, ale ulega ona szybkiemu rozkładowi i nie sprzyja wypłycaniu zbiornika. Zacieniając głębsze warstwy wody i wychwytując biogeny utrudnia rozwój roślin zakorzenionych, przez co spowalnia sukcesję ekologiczną i lądowacenie zbiorników. Zbiorowisko to bywało wykorzystywane gospodarczo jako miejsce pożywiania się kaczek.
WystępowaniePospolite na terenie całego kraju. Najczęstsze w centralnej Polsce.
Charakterystyczna kombinacja gatunków
ChAss.: rzęsa drobna (Lemna minor), rzęsa trójrowkowa (L. trisulca), rzęsa garbata (L. gibba), spirodela wielokorzeniowa (Spirodela polyrrhiza)
ChCl., ChO.: rzęsa drobna (Lemna minor), rzęsa trójrowkowa (L. trisulca), rzęsa garbata (L. gibba), spirodela wielokorzeniowa (Spirodela polyrrhiza), wolffia bezkorzeniowa (Wolffia arrhiza), salwinia pływająca (Salvinia natans), wgłębka wodna (Riccia fluitans), wgłębik pływający (Ricciocarpus natans)
Typowe gatunki
Charakterystyczna kombinacja gatunków zbiorowiska ma znaczenie dla diagnostyki syntaksonomicznej, jednak nie wszystkie składające się na nią gatunki występują często. Zbiorowiska pleustofitów mają zmienny przestrzennie i czasowo skład. Płaty Lemno-Spirodeletum mogą być budowane przez wszystkie cztery gatunki charakterystyczne w różnych proporcjach, nie wykluczając jednogatunkowych agregacji. Spośród nich najrzadziej występuje rzęsa garbata. Gatunki charakterystyczne dla wyższych syntaksonów towarzyszą rzadko. Innych gatunków towarzyszących jest sporo, najczęściej są to rogatek sztywny (Ceratophyllum demersum), żabiściek pływający (Hydrocharis morsus-ranae) i moczarka kanadyjska (Elodea canadensis).

## Status syntaksonomiczny
Zbiorowiska pleustofitów bywają efemeryczne i zmienne. Z tego powodu ich klasyfikacja nastręcza trudności. W najczęściej przyjmowanym w Polsce ogólnym systemie klasyfikacji syntaksonomicznej Władysława Matuszkiewicza zespół Lemno-Spirodeletum polyrrhizae (podobnie jak nadrzędny wobec niego związek zespołów Lemnion minoris) nie jest uwzględniany, a fitocenozy spełniające kryteria zaliczenia do tego zespołu włączane są do innych zbiorowisk z klasy Lemnetea. Niemniej zespół ten jest często wyróżniany w publikacjach specjalistycznych dotyczących roślinności wodnej. Nie ma utrwalonej polskiej nazwy – nazywany bywa zespołem rzęs, zespołem rzęsy wodnej, zespołem spirodeli wielokorzeniowej lub zespołem rzęs i spirodeli wielokorzeniowej.